# Cerco de Elateia (198 a.C.)
A Captura de Elateia foi a ocupação militar romana da cidade grega de Elateia em 198 a.C. no contexto da Segunda Guerra Macedônica.

## Batalha
Depois do fracassado cerco de Corinto, em 198 a.C., o cônsul romano Tito Quíncio Flaminino marchou com seu exército até Elateia e cercou a cidade, atacando as muralhas com um aríete. Depois de demolir uma parte da muralha, parte do exército romano passou a lutar diretamente com a guarnição macedônica que defendia o local para impedir invasão. Enquanto isto, o restante do exército escalaram a muralha em vários pontos diferentes e os defensores e habitantes da cidade, surpreendidos pelo ataque, correram para a Acrópole, onde se refugiaram. Em troca de salvo conduto, os defensores se renderam a Flaminino, que saqueou a cidade e levou consigo um grande butim para seus acampamentos de inverno na Fócida e na Lócrida.

## Referencias
- Krzysztof, Kęciek (2002). Kynoskefalaj 197 p.n.e. (em polaco). Varsóvia: Wyd. Bellona